# Franz Wenzel de Kaunitz-Rietberg
Franz Wenzel de Kaunitz-Rietberg, né le 2 juin 1742 à Vienne et mort le 19 décembre 1825 dans cette même ville, est un général autrichien ayant servi dans la guerre de Sept Ans et durant les guerres de la Révolution française.

## Biographie

### Famille
Kaunitz nait à Vienne, alors dans le Saint-Empire romain germanique, il est le fils de l'homme d'état Wenceslas Antoine de Kaunitz et de Maria Ernestine de Starhemberg.

### Carrière militaire

#### Guerre de Sept Ans
Il reçoit une éducation militaire et s'engage en tant que volontaire en 1758. Il est assigné au régiment d’infanterie de Daun sous les ordres du maréchal Leopold von Daun. Ce dernier le nomme en tant que son aide de camp. En 1760, alors adjudant d’escadre, il se distingue lors de la bataille de Torgau où il est grièvement blessé.
En 1763, à la fin de la guerre, il est promu colonel du régiment d’infanterie de Baden-Baden. En 1783, il atteint le grade de feldmarschall-leutnant et prend le commandement d’une armée croate. 

#### Guerres de la Révolution française
Au début de la guerre franco-autrichienne, il part aux Pays-Bas autrichiens et participe à la campagne des Flandres. En 1794, il défend avec succès la Sambre face à une armée française du général Desjardin supérieure en nombre. Le 13 mai lors de la bataille de Grand-Reng, il repousse environ 50 000 soldats français avant de leur porter une défaite majeure lors de la bataille d'Erquelinnes deux semaines plus tard. Cependant, il démissionne le 30 mai après que Guillaume Ier est nommé à sa place pour des raisons politiques. Kaunitz commande également une colonne d’armée à la bataille de Fleurus le 26 juin.
En 1796, il devient général commandant en Galicie puis est assigné à la Moravie en 1805. L’année suivante, il prend sa retraite.

### Fin de vie
Kaunitz meurt le 19 décembre 1825 à Vienne dans son domaine familial. Il est enterré à Austerlitz avec  sa famille.